# Петров, Дмитрий Николаевич
Дми́трий Никола́евич Петро́в (1921—1972) — командир эскадрильи 175-го штурмового авиаполка (305-я штурмовая авиационная дивизия, 14-я воздушная армия, 3-й Прибалтийский фронт), старший лейтенант. Герой Советского Союза.

## Биография
Дмитрий Николаевич Петров родился в деревне Косые Пустошки ныне Любытинского района Новгородской области 4 октября 1921 года.
Окончил 8 классов, затем школу ФЗУ в городе Боровичи. В 1942 окончил Чкаловскую военно-авиационную школу пилотов. В марте 1943 года мобилизован на фронт. Член ВКП(б)/КПСС с 1944 года.
Командир эскадрильи 175-го штурмового авиационного полка старший лейтенант Дмитрий Петров к сентябрю 1944 совершил 98 боевых вылетов на штурмовку аэродромов, водных переправ, скоплений войск противника. Всего совершил 150 боевых вылетов.
В 1946 году отправлен в запас старшим лейтенантом. В 1950 году вновь призван в ВВС. Уволен майором в 1961 году. С 1956 года, по окончании Ленинградской партшколы, находился на партийной работе.
Умер 6 января 1972 года. Похоронен в Ленинграде.

## Награды
- 23 февраля 1945 присвоено звание Героя Советского Союза (медаль № 5014)[1].
- Награждён орденами Ленина, Красного Знамени, Отечественной войны 1 и 2 степеней, Красной Звезды и медалями.